# Surucucu-do-pantanal
A surucucu-do-pantanal (Hydrodynastes gigas) é uma serpente grande e áglifa do Novo Mundo, endêmica à América do Sul. Também é conhecida como boipevaçu, jaracussu, mboi-peba, ñcaniná, víbora-ladradora, e yacanina. Apesar de compartilhar um nome com à, tem pouco em comum com a surucucu (Lachesis muta), não sendo peçonhenta nem parte da família Viperidae. Isto pode ser devido ao comportamento agressivo que a serpente pode apresentar. Atualmente, a surucucu-do-pantanal não possui nenhuma subespécie reconhecida como valida.

## Características
A surucucu-do-pantanal é uma serpente grande que pode ter um comprimento em excesso de 3 m quando adulta. Porém, a maioria chegam a aproximadamente 2 m em comprimento total. Possui um corpo médio e portanto não é particularmente pesada nem delgada, mas é um dos membros de Colubroidea mais maciços quando atinge tamanho adulto. Os machos são muito menores do que as fêmeas. A surucucu-do-pantanal tem a habilidade de achatar seu pescoço como ação defensiva, semelhante a uma cobra, para aparecer-se maior e mais intimidadora. Todavia ela pode achatar não só seu pescoço, mas áreas mais adiantes em seu corpo também, o que não é possível para uma cobra verdadeira. A surucucu-do-pantanal tem olhos grandes com pupilas circulares, permitindo boa visão durante o dia. Sua língua é preta, e típica de serpentes.

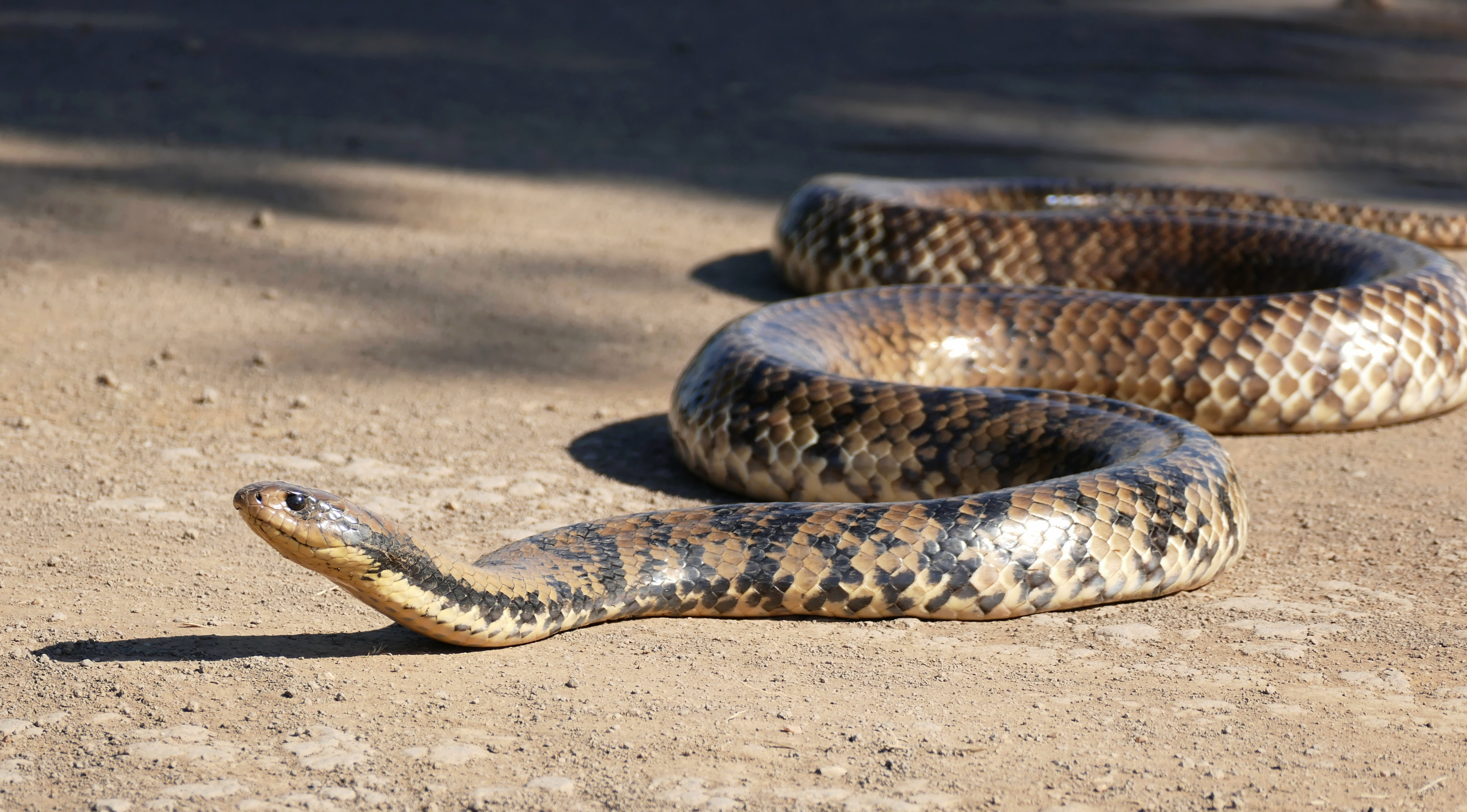
Uma surucucu-do-pantanal na rua em Poconé, Mato Grosso, visível as faixas negras típicas ao longo de seu corpo.

O padrão e a coloração destá espécie de Hydrodynastes superficialmente assemelham-se aos do subgênero Boulengerina, cobras verdadeiras. A cor de fundo de uma espécime madura é um verde-oliva ou marrom, com faixas negras cobrindo muito do seu corpo, e também atrás dos olhos. A coloração e faixamento do fundo geralmente se tornam mais escuras para o fim da cauda. Isto da à surucucu-do-pantanal camuflagem em seu meio ambiente natural na floresta úmida. Suas escamas ventrais são amarelas ou marrons, sarapintado com nódoas que formam três linhas pontilhadas que parecem fundir-se na direção da cauda. Já foi sugerido que as fêmeas são marrons ventralmente enquanto os machos são amarelos, e que fêmeas tem faixas e marcas mais claras em seus corpos. Isto não é uma maneira efetiva de julgar o sexo de uma surucucu-do-pantanal, pois há pequenas variações em coloração entre todos indivíduos. Filhotes e juvenis são muito mais escuros em coloração e não têm os típicos olhos escuros de adultos. Se assemelham mais a serpentes do género Thamnopis ou cobras-de-água-de-colar do que seus homólogos adultos. Em cativeiro, animais hipomelanísticos já foram produzidos. Estes animais variam em coloração, alguns tendo somente lombos levemente mais claros, até alguns que quase não têm padrão.

### Veneno
Os dentes posteriores maxilares da surucucu-do-pantanal são alargados, e a glândula de Duvernoy produz uma secreção com atividade proteólitica alta. Além da habilidade desta serpente grande e poderosa a infligir trauma mecânico, já houve numerosos casos de envenenamento local e possivelmente hipersensibilidade, a maioria dos qual passaram não-reportados. Mordidas prolongadas, onde o veneno é mastigado no local, podem resultar em inchaço doloroso, de vez em quando extensivo e persistente, assim como hematomas. Mesmo assim, a espécie continua aumentando em popularidade como um animal de estimação, especialmente em anos recentes.
Em um caso, um empregado de uma loja de animais foi mordido no pulso por uma espécime que não o soltou por um minuto e meio. Houve inchação leve, mas depois de nove horas, a vítima alegou a ter sofrido três surtos de paralisia muscular, durante o qual ele caiu e não teve a habilidade de comunicar ou se mover. Entretanto, uma examinação medica não produziu nenhum resultado anormal. Os sintomas descritos podem ter sido a consequência de ansiedade.

## Distribuição geográfica e habitat

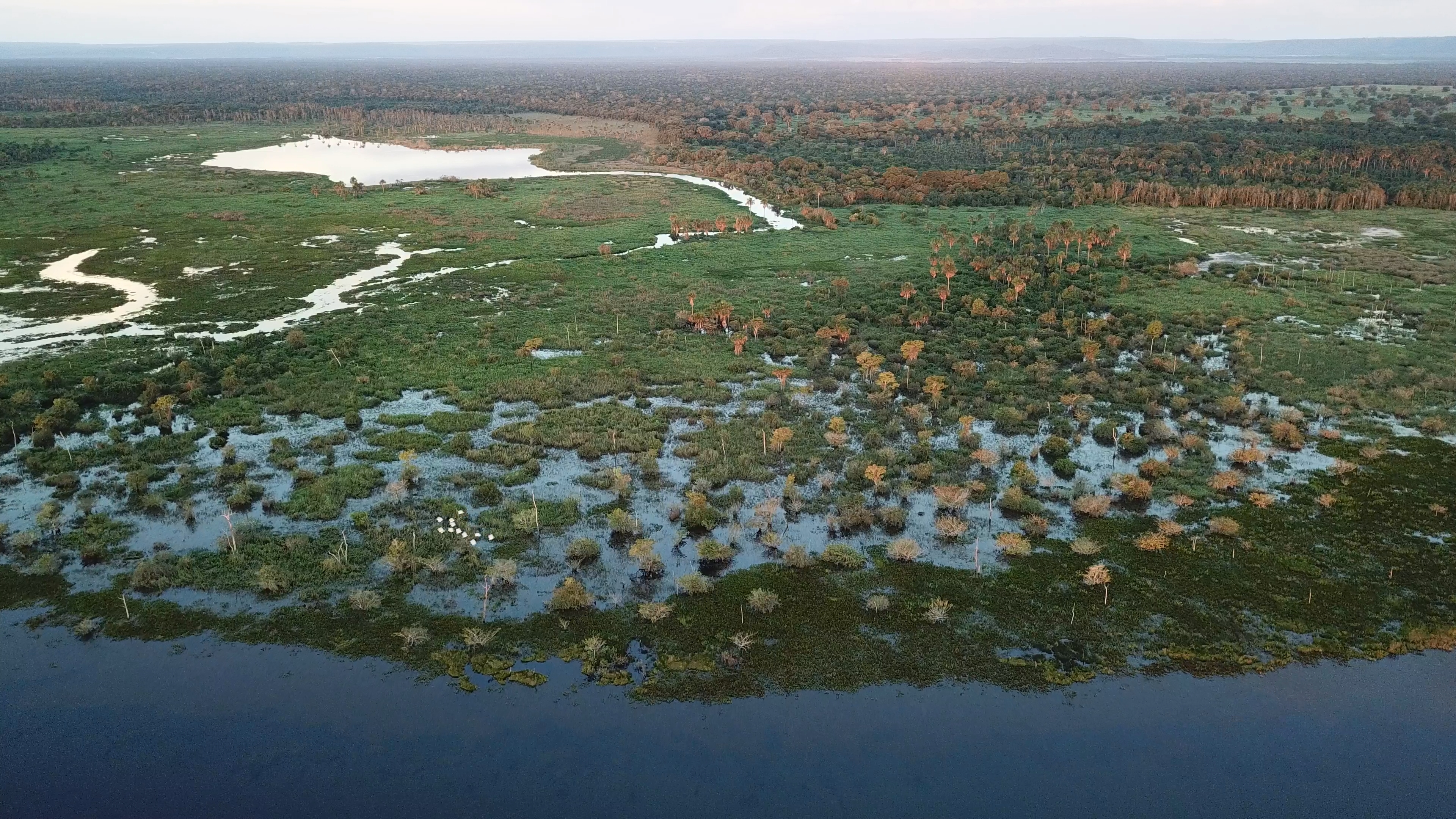
O pantanal em Itiquira.

Na América do Sul, a surucucu-do-pantanal pode ser encontrada do leste da Bolívia até o sul do Brasil, no Paraguai e na Argentina.
A surucucu-do-pantanal geralmente vive em áreas úmidas e, como seu nome implica, em pântanos, tipicamente dentro das florestas tropicais que são comuns dentro de seu alcance. Contudo, a surucucu-do-pantanal já foi observada em areas mais secas, embora este não é seu habitat favorecido. A preferência de zonas úmidas como um habitat para a surucucu-do-pantanal contribui ao seu nome comum anglófono, false water cobra (falsa-cobra-d'agua).

## Comportamento
A surucucu-do-pantanal é primariamente uma espécie diurna, muito ativa é inquisitiva. Durante o dia, elas passam muito tempo escalando, entocando, e até nadando. Sua habilidade de achatar seu pescoço é usada defensivamente mas ela permanece na posição horizontal, outro aspecto que a diferencia da cobra verdadeira. Seus temperamentos podem variar muito entre indivíduos; algumas são dóceis e recusam a morder, quanto outras são muito defensivas. Um dos seus nomes, boipevaçu, tem origem in língua tupi, vindo de boipeva, 'cobra chata', e açu, 'grande', como resultado do seu comportamento e tamanho. Porém, espécimes criadas em cativeiro podem até se tornarem bastante mansas e muitas exibem um nível alto de inteligência.

## Hábitos alimentares e dieta
Na natureza, a surucucu-do-pantanal se alimenta de anfíbios, peixes, mamíferos pequenos, e outras cobras, particularmente colubrídeas, e de modo geral há uma corelação positiva entre tamanho de cobra e de sua presa. Já foi observada caçando em aguas razas usando uma tática onde, com seu corpo submerso e sua cabeça pouco acima da superfície da agua, ela movimenta sua cauda para espantar as rãs abrigadas. Assim, quando as suas presas saltam, procura capturar-lhas. Também pode apresentar um dente diferenciado na parte superior de sua boca, usado para furar os pulmões de anfíbios que se inflam como defesa. Em cativeiro, pode ser introduzida a outros tipos de comida, também.

## Reprodução
Fêmeas da espécie podem fazer posturas de até 36 ovos. Filhotes nascem com aproximadamente 20 cm de comprimento e 40 g em peso.

## Classificação
A espécie, H. gigas, era antigamente considerada a constituir um só género monotípico, Cyclagras. Também era, com o resto de seu género, parte da subfamília Dipsadinae considerada a ser parte da família Colubridae, até que estudos moleculares demonstraram a especificidade do grupo e Dipsadinae foi elevado a Dipsadidae, uma família distinta.